# فرانسیس فولر
فرانسیس فولر (انگلیسی: Frances Fuller؛ ۱۶ مارس ۱۹۰۷ – ۱۸ دسامبر ۱۹۸۰) یک هنرپیشه اهل ایالات متحده آمریکا بود. او مادربزرگ ریچل ماینر و خواهرزاده رییس دادگستری دیوان عالی کشور و وزیر امور خارجه جیمز اف. بیرنز (فرماندار سابق کارولینای جنوبی) است.

## فیلم‌شناسی
| سال  | عنوان                        | نقش          | توضیحات           |
| ---- | ---------------------------- | ------------ | ----------------- |
| ۱۹۳۳ | یک بعد از ظهر یکشنبه         | ایمی لیند    |                   |
| ۱۹۳۴ | المر و الزی                  | الزی بیب     |                   |
| ۱۹۵۵ | دختری سوار بر تاب قرمز مخملی | الیزابت وایت |                   |
| ۱۹۷۱ | آنها ممکن است غول باشند      | خانم بگ      |                   |
| ۱۹۷۴ | خانه‌نشین‌ها                   | خانم امیلی   | آخرین نقش سینمایی |